# المحجر (إب)

تعديل مصدري - تعديل

المحجر هي إحدى قرى عزلة البحريين بمديرية إب التابعة لمحافظة إب، بلغ تعداد سكانها 261 نسمة حسب تعداد اليمن لعام 2004.